# Brama Turgajska
Brama Turgajska (ros. Тургайская ложбина – Turgajskaja łożbina) – obniżenie o przebiegu południkowym dzielące w pół Płaskowyż Turgajski w Azji Centralnej, w północno-zachodnim Kazachstanie.

## Charakterystyka
Brama Turgajska rozciąga się na długości około 300 km, jej szerokość wynosi od 20 do 75 km. Dno Bramy jest płaskie, wyścielone starymi osadami morskimi i rzecznymi. Jego najwyższy punkt w połowie długości Bramy leży na wysokości 126 m n.p.m. Bramą Turgajską spływa na północ rzeka Ubagan (dopływ Tobołu), a na południe rzeka Turgaj. Znajduje się tu wiele płytkich, często słonych jezior stepowych (największe: Kusmuryn, Sarymoin, Aksuat, Kujuk-kol, Sarykopa). Wody z topnienia śniegów spływające do Bramy tworzą rozlewiska typu limanowego. Roślinność na północy jest stepowa, na południu przechodzi w półpustynną. Tereny Bramy są użytkowane jako pastwiska.
Brama Turgajska jest pochodzenia erozyjno-tektonicznego. Jej przebieg odpowiada osi Przełomu Turgajskiego. Została uformowana przez rzeki płynące niegdyś z jezior Azji Środkowej, leżących w miejscu dzisiejszego Jeziora Aralskiego, na północ do Niziny Zachodniosyberyjskiej, które zanikły po zmianie klimatu na suchszy i cieplejszy.